# Lijst van Luxemburgse chemins repris
Dit is een lijst van huidige en vervallen Luxemburgse chemins repris, wegen onder het beheer van de Administration des ponts et chaussées, de landelijke dienst voor het beheer van bruggen en wegen, die door in 1843 door groothertog Willem II der Nederlanden was opgericht.

## Huidige wegen
- De beginplaats is de plaats waar je kilometerpaaltje 0,0 van de route zou kunnen vinden (in veel gevallen niet aanwezig).
- - plaatsnaam duidt aan dat de route begint op de grens met België en de plaatsnaam de eerst volgende plaats in Luxemburg na de grens is. Dit geldt ook voor  (Duitsland) en  (Frankrijk).
- plaatsnaam -  duidt aan dat de route eindigt op de grens met België. De plaatsnaam ervoor is de laatste plaats in Luxemburg voor de grens.

| Weg                                                                                     | Kanton                                                                                  | Begin                                                                                   | Eind                                                                                    | Lengte (km)                                                                             | Bijwegen                                                                                |
| CR100-CR199 kantons Capellen, Esch-sur-Alzette, Grevenmacher, Luxemburg, Mersch, Remich | CR100-CR199 kantons Capellen, Esch-sur-Alzette, Grevenmacher, Luxemburg, Mersch, Remich | CR100-CR199 kantons Capellen, Esch-sur-Alzette, Grevenmacher, Luxemburg, Mersch, Remich | CR100-CR199 kantons Capellen, Esch-sur-Alzette, Grevenmacher, Luxemburg, Mersch, Remich | CR100-CR199 kantons Capellen, Esch-sur-Alzette, Grevenmacher, Luxemburg, Mersch, Remich | CR100-CR199 kantons Capellen, Esch-sur-Alzette, Grevenmacher, Luxemburg, Mersch, Remich |
| --------------------------------------------------------------------------------------- | --------------------------------------------------------------------------------------- | --------------------------------------------------------------------------------------- | --------------------------------------------------------------------------------------- | --------------------------------------------------------------------------------------- | --------------------------------------------------------------------------------------- |
| 101                                                                                     | Capellen, Mersch                                                                        | - Clemency                                                                              | Weyer (CR119)                                                                           | 38,3                                                                                    | 101a                                                                                    |
| 102                                                                                     | Capellen, Mersch                                                                        | Dippach (N12)                                                                           | Mersch (N7/N8)                                                                          | 21,3                                                                                    |                                                                                         |
| 103                                                                                     | Capellen                                                                                | Sprinkange (N5 E44)                                                                     | Kopstal (N12)                                                                           | 18,5                                                                                    | 103a                                                                                    |
| 104                                                                                     | Capellen                                                                                | Nospelt (CR103a/CR104a)                                                                 | Simmerschmelz (CR105)                                                                   | 4,6                                                                                     | 104a104b                                                                                |
| 105                                                                                     | Capellen, Mersch                                                                        | Gaichel (N8)                                                                            | Mersch (CR102)                                                                          | 26,9                                                                                    | 105a105b105c                                                                            |
| 106                                                                                     | Esch-sur-Alzette, Capellen, Redange                                                     | Esch-sur-Alzette (N4/N4c/CR170)                                                         | Roodt (CR303)                                                                           | 43,2                                                                                    | 106a106b106c                                                                            |
| 107                                                                                     | Capellen                                                                                | Septfontaines (CR105)                                                                   | Septfontaines (N8)                                                                      | 2,3                                                                                     |                                                                                         |
| 108                                                                                     | Capellen                                                                                | Steinfort (CR106)                                                                       | Eischen (CR105)                                                                         | 3,9                                                                                     |                                                                                         |
| 109                                                                                     | Capellen                                                                                | Steinfort (N6)                                                                          | Capellen (N6)                                                                           | 8,4                                                                                     |                                                                                         |
| 110                                                                                     | Esch-sur-Alzette, Capellen                                                              | Esch-sur-Alzette (N4c)                                                                  | Koerich (CR105)                                                                         | 29,3                                                                                    | 110a110c110d                                                                            |
| 111                                                                                     | Esch-sur-Alzette, Capellen                                                              | Pétange (N5b)                                                                           | Hivange (CR101)                                                                         | 6,6                                                                                     |                                                                                         |
| 112                                                                                     | Capellen, Mersch                                                                        | Leesbach (CR105)                                                                        | Boevange-sur-Attert (N22)                                                               | 12,1                                                                                    | 112a                                                                                    |
| 113                                                                                     | Mersch                                                                                  | Hollenfels (CR105)                                                                      | Tuntange (CR112)                                                                        | 5,3                                                                                     |                                                                                         |
| 114                                                                                     | Mersch                                                                                  | Brouch (N8)                                                                             | Boevange-sur-Attert (N22)                                                               | 5,1                                                                                     |                                                                                         |
| 115                                                                                     | Mersch, Diekirch                                                                        | Brouch (N8)                                                                             | Stegen (N14)                                                                            | 17,3                                                                                    | 115b                                                                                    |
| 116                                                                                     | Mersch, Redange                                                                         | Openthalt (CR114/CR115)                                                                 | Rambrouch (N23)                                                                         | 18,9                                                                                    |                                                                                         |
| 117                                                                                     | Mersch                                                                                  | Angelsberg (CR118)                                                                      | Meysembourg                                                                             | 2,0                                                                                     |                                                                                         |
| 118                                                                                     | Mersch, Echternach                                                                      | Berschbach (N7/CR123)                                                                   | Lauterborn (N11 E29)                                                                    | 26,1                                                                                    |                                                                                         |
| 119                                                                                     | Luxemburg, Grevenmacher, Mersch                                                         | Luxemburg (N11 E29)                                                                     | Schrondweiler (CR115)                                                                   | 26,0                                                                                    |                                                                                         |
| 120                                                                                     | Mersch                                                                                  | Rollingen (N7)                                                                          | Beringerberg                                                                            | 8,6                                                                                     | 120a                                                                                    |
| 121                                                                                     | Grevenmacher, Mersch, Echternach                                                        | Junglinster (N11 E29)                                                                   | Grundhof (N10)                                                                          | 15,7                                                                                    | 121a                                                                                    |
| 122                                                                                     | Mersch, Grevenmacher                                                                    | Hünsdorf (CR123)                                                                        | Wormeldange (N10)                                                                       | 29,2                                                                                    | 122a122b122c                                                                            |
| 123                                                                                     | Luxemburg, Mersch, Diekirch                                                             | Bereldange (N7)                                                                         | Schieren (N7)                                                                           | 22,4                                                                                    | 123a123b                                                                                |
| 124                                                                                     | Luxemburg, Mersch, Grevenmacher                                                         | Müllendorf (CR123)                                                                      | Eisenborn (CR119)                                                                       | 6,4                                                                                     |                                                                                         |
| 125                                                                                     | Luxemburg, Mersch                                                                       | Walferdange (N7)                                                                        | Fischbach                                                                               | 12,1                                                                                    |                                                                                         |
| 126                                                                                     | Luxemburg                                                                               | Walferdange (CR125)                                                                     | Senningerberg (N1)                                                                      | 12,1                                                                                    | 126a126b                                                                                |
| 127                                                                                     | Luxemburg                                                                               | Senningen (N1)                                                                          | Oberanven (CR132)                                                                       | 3,1                                                                                     |                                                                                         |
| 128                                                                                     | Mersch, Echternach, Diekirch                                                            | Heffingen (CR119)                                                                       | Reisdorf (N10)                                                                          | 17,3                                                                                    | 128a                                                                                    |
| 129                                                                                     | Mersch, Grevenmacher, Echternach                                                        | Heffingen (N14)                                                                         | Bech (CR137)                                                                            | 21,7                                                                                    | 129a                                                                                    |
| 130                                                                                     | Grevenmacher, Merch                                                                     | Bourglinster (CR122)                                                                    | Koedange (CR119)                                                                        | 5,8                                                                                     | 130a130b                                                                                |
| 131                                                                                     | Grevenmacher                                                                            | Bourglinster (CR130)                                                                    | Junglinster (CR129)                                                                     | 2,8                                                                                     |                                                                                         |
| 132                                                                                     | Esch-sur-Alzette, Luxemburg, Grevenmacher, Echternach                                   | Bettembourg (N13)                                                                       | Scheidgen (CR118)                                                                       | 48,5                                                                                    |                                                                                         |
| 133                                                                                     | Grevenmacher                                                                            | Wecker (CR134)                                                                          | Schorenshaff (CR139)                                                                    | 1,6                                                                                     |                                                                                         |
| 134                                                                                     | Grevenmacher                                                                            | Ehnen (N1)                                                                              | Wasserbillig (N1)                                                                       | 31,2                                                                                    | 134a134b134c                                                                            |
| 135                                                                                     | Grevenmacher, Echternach                                                                | Wecker (CR134)                                                                          | Moersdorf (N10)                                                                         | 14,1                                                                                    | 135a                                                                                    |
| 136                                                                                     | Grevenmacher, Echternach                                                                | Boudlerbach (N14)                                                                       | Hersberg (CR137)                                                                        | 7,9                                                                                     | 136a                                                                                    |
| 137                                                                                     | Grevenmacher, Echternach                                                                | Grevenmacher (N1)                                                                       | Berdorf (CR364)                                                                         | 22,5                                                                                    | 137a137d                                                                                |
| 138                                                                                     | Echternach, Grevenmacher                                                                | Bech (CR132/CR137)                                                                      | Herborn (CR135)                                                                         | 4,1                                                                                     |                                                                                         |
| 139                                                                                     | Grevenmacher, Echternach                                                                | Grevenmacher (N1)                                                                       | Echternach (CR366)                                                                      | 19,0                                                                                    | 139a139b                                                                                |
| 140                                                                                     | Grevenmacher                                                                            | Grevenmacher (N10)                                                                      | Grevenmacher (N1)                                                                       | 0,6                                                                                     | 140a140b                                                                                |
| 141                                                                                     | Grevenmacher, Echternach                                                                | Wasserbillig (N10)                                                                      | Osweiler (CR139)                                                                        | 12,3                                                                                    | 141a141b141c                                                                            |
| 142                                                                                     | Grevenmacher                                                                            | Potaschberg (N1)                                                                        | Ahn (N10)                                                                               | 11,3                                                                                    | 142a                                                                                    |
| 143                                                                                     | Remich, Grevenmacher                                                                    | Canach (CR145)                                                                          | Grevenmacher (N1)                                                                       | 10,1                                                                                    |                                                                                         |
| 144                                                                                     | Luxemburg, Remich, Grevenmacher                                                         | Oetrange (N28)                                                                          | Ehnen (N10)                                                                             | 9,9                                                                                     |                                                                                         |
| 145                                                                                     | Remich, Grevenmacher                                                                    | Hëttermillen (N10)                                                                      | Betzdorf (CR134)                                                                        | 16,9                                                                                    |                                                                                         |
| 146                                                                                     | Remich, Grevenmacher                                                                    | Stadtbredimus (N10)                                                                     | Machtum (N10)                                                                           | 13,4                                                                                    | 146a                                                                                    |
| 147                                                                                     | Remich                                                                                  | Roedt (N2)                                                                              | Greiveldange (CR145)                                                                    | 5,0                                                                                     |                                                                                         |
| 148                                                                                     | Remich                                                                                  | Ellange (CR162)                                                                         | Erpeldange (CR149)                                                                      | 10,8                                                                                    | 148a                                                                                    |
| 149                                                                                     | Remich                                                                                  | Mondorf-les-Bains (N16/CR152)                                                           | Stadtbredimus (N10)                                                                     | 10,7                                                                                    |                                                                                         |
| 150                                                                                     | Remich                                                                                  | Emerange (CR152)                                                                        | Remerschen (CR152)                                                                      | 8,5                                                                                     | 150a                                                                                    |
| 151                                                                                     | Remich                                                                                  | Wellenstein (N16)                                                                       | Bech-Kleinmacher (N10/CR152e)                                                           | 3,2                                                                                     |                                                                                         |
| 152                                                                                     | Remich                                                                                  | Mondorf-les-Bains (N16/CR149)                                                           | Remich (N2)                                                                             | 18,6                                                                                    | 152a152b152c152d152e152f                                                                |
| 153                                                                                     | Luxemburg, Remich                                                                       | Moutfort (CR132)                                                                        | Dalheim (N13)                                                                           | 5,8                                                                                     |                                                                                         |
| 154                                                                                     | Luxemburg, Remich                                                                       | Alzingen (N3)                                                                           | Dalheim (CR153)                                                                         | 8,2                                                                                     |                                                                                         |
| 155                                                                                     | Remich                                                                                  | Dalheim (N13)                                                                           | Altwies (N16)                                                                           | 4,3                                                                                     |                                                                                         |
| 156                                                                                     | Esch-sur-Alzette                                                                        | Hau (N3)                                                                                | Aspelt (N16)                                                                            | 3,5                                                                                     |                                                                                         |
| 157                                                                                     | Esch-sur-Alzette, Luxemburg                                                             | Hellange (N13)                                                                          | Alzingen (N3)                                                                           | 7,1                                                                                     |                                                                                         |
| 158                                                                                     | Esch-sur-Alzette                                                                        | Crauthem (CR132)                                                                        | Kockelscheuer (CR186)                                                                   | 5,4                                                                                     |                                                                                         |
| 159                                                                                     | Esch-sur-Alzette, Luxemburg                                                             | Peppange (CR132)                                                                        | Sandweiler                                                                              | 14,3                                                                                    | 159b                                                                                    |
| 160                                                                                     | Esch-sur-Alzette                                                                        | - Dudelange                                                                             | Dudelange (CR184)                                                                       | 2,8                                                                                     |                                                                                         |
| 161                                                                                     | Esch-sur-Alzette                                                                        | Dudelange (CR160)                                                                       | Bettembourg (N13)                                                                       | 4,4                                                                                     | 161a                                                                                    |
| 162                                                                                     | Luxemburg, Remich                                                                       | Alzingen (N3)                                                                           | Wintrange (CR152)                                                                       | 17,1                                                                                    |                                                                                         |
| 163                                                                                     | Esch-sur-Alzette, Luxemburg                                                             | Bettembourg (N13)                                                                       | Betrange (N6)                                                                           | 13,0                                                                                    |                                                                                         |
| 164                                                                                     | Esch-sur-Alzette                                                                        | Mondercange (CR172)                                                                     | Dudelange (N31)                                                                         | 10,2                                                                                    | 164a                                                                                    |
| 165                                                                                     | Esch-sur-Alzette                                                                        | - Rumelange                                                                             | Huncherange (N13)                                                                       | 5,1                                                                                     | 165a                                                                                    |
| 166                                                                                     | Esch-sur-Alzette                                                                        | Rumelange (N33)                                                                         | Schifflange (CR168)                                                                     | 6,1                                                                                     |                                                                                         |
| 167                                                                                     | Remich                                                                                  | Dalheim (CR162/CR226)                                                                   | Dalheim (CR148)                                                                         | 1,9                                                                                     |                                                                                         |
| 168                                                                                     | Esch-sur-Alzette                                                                        | Belvaux (N31/CR178)                                                                     | Noertzange (CR164)                                                                      | 10,7                                                                                    | 168a                                                                                    |
| 169                                                                                     | Esch-sur-Alzette                                                                        | Schifflange (CR168)                                                                     | Leudelange (CR163)                                                                      | 7,4                                                                                     |                                                                                         |
| 170                                                                                     | Esch-sur-Alzette                                                                        | Schifflange (CR168)                                                                     | Esch-sur-Alzette (N4/N4c/CR106)                                                         | 1,1                                                                                     | 170a                                                                                    |
| 171                                                                                     | Luxemburg                                                                               | Neuhäusgen (CR185)                                                                      | Schrassig (CR132)                                                                       | 2,4                                                                                     |                                                                                         |
| 172                                                                                     | Esch-sur-Alzette                                                                        | Ehlerange (CR110)                                                                       | Limpach (CR164)                                                                         | 7,6                                                                                     | 172a                                                                                    |
| 173                                                                                     | Luxemburg                                                                               | Sandweiler (CR159)                                                                      | Station Sandweiler-Contern                                                              | 1,6                                                                                     |                                                                                         |
| 174                                                                                     | Esch-sur-Alzette                                                                        | - Ferme Vesque                                                                          | Esch-sur-Alzette (N31)                                                                  | 9,1                                                                                     | 174b                                                                                    |
| 175                                                                                     | Esch-sur-Alzette                                                                        | Pétange (N5)                                                                            | Sanem (CR110)                                                                           | 6,5                                                                                     | 175a                                                                                    |
| 176                                                                                     | Esch-sur-Alzette                                                                        | Rodange (N5/N5e)                                                                        | Ferme Vesque (CR174)                                                                    | 6,3                                                                                     | 176a                                                                                    |
| 177                                                                                     | Esch-sur-Alzette                                                                        | Rodange (CR176)                                                                         | Lamadelaine (N5)                                                                        | 1,9                                                                                     |                                                                                         |
| 178                                                                                     | Esch-sur-Alzette, Luxemburg                                                             | - Belvaux                                                                               | Luxemburg (N4)                                                                          | 22,3                                                                                    |                                                                                         |
| 179                                                                                     | Esch-sur-Alzette, Luxemburg                                                             | Leudelange (CR163)                                                                      | Luxemburg (CR178)                                                                       | 4,4                                                                                     | 179a                                                                                    |
| 180                                                                                     | Luxemburg                                                                               | Bertrange (CR163)                                                                       | Bertrange (N35/CR181)                                                                   | 0,8                                                                                     |                                                                                         |
| 181                                                                                     | Luxemburg, Capellen                                                                     | Bertrange (N5 E44)                                                                      | Bereldange (N7)                                                                         | 10,6                                                                                    |                                                                                         |
| 182                                                                                     | Mersch                                                                                  | Essingen (CR123)                                                                        | Essingen                                                                                | 0,1                                                                                     |                                                                                         |
| 183                                                                                     | Mersch                                                                                  | Mersch (N7)                                                                             | Beringen (CR123)                                                                        | 0,9                                                                                     |                                                                                         |
| 184                                                                                     | Esch-sur-Alzette                                                                        | - Dudelange                                                                             | Dudelange (N31)                                                                         | 3,2                                                                                     |                                                                                         |
| 185                                                                                     | Luxemburg, Grevenmacher                                                                 | Sandweiler                                                                              | Beyren (CR134)                                                                          | 10,2                                                                                    |                                                                                         |
| 186                                                                                     | Luxemburg, Esch-sur-Alzette                                                             | Luxemburg (N4)                                                                          | Bettembourg (N31)                                                                       | 5,6                                                                                     |                                                                                         |
| 187                                                                                     | Luxemburg, Grevenmacher                                                                 | Uebersyren (CR185)                                                                      | Mensdorf (N1)                                                                           | 4,7                                                                                     |                                                                                         |
| 188                                                                                     | Luxemburg, Remich                                                                       | Schuttrange (CR134)                                                                     | Canach (CR144)                                                                          | 4,5                                                                                     |                                                                                         |
| 189                                                                                     | Capellen                                                                                | Windhof (CR110)                                                                         | Simmerschmelz (CR104)                                                                   | 5,1                                                                                     |                                                                                         |
| 190                                                                                     | Esch-sur-Alzette                                                                        | Dudelange (CR184)                                                                       | Dudelange (N31)                                                                         | 2,9                                                                                     | 190a                                                                                    |
| CR200-CR235 Luxemburg-stad (kanton Luxemburg)                                           |                                                                                         |                                                                                         |                                                                                         |                                                                                         |                                                                                         |
| 204                                                                                     | Luxemburg                                                                               | Luxemburg-stad (N4)                                                                     | Luxemburg-stad (N52)                                                                    | 0,8                                                                                     |                                                                                         |
| 205                                                                                     | Luxemburg                                                                               | Luxemburg-stad (N7)                                                                     | Luxemburg-stad (CR204)                                                                  | 0,1                                                                                     |                                                                                         |
| 211                                                                                     | Luxemburg                                                                               | Luxemburg-stad (N4)                                                                     | Luxemburg-stad (N51)                                                                    | 0,9                                                                                     | 211b211e                                                                                |
| 215                                                                                     | Luxemburg                                                                               | Luxemburg-stad (N52)                                                                    | Bürgerkreuz (CR181)                                                                     | 3,7                                                                                     | 215a                                                                                    |
| 217                                                                                     | Luxemburg                                                                               | Luxemburg-stad (N51)                                                                    | Luxemburg-stad (N12)                                                                    | 1,8                                                                                     |                                                                                         |
| 218                                                                                     | Luxemburg                                                                               | Luxemburg-stad (N7)                                                                     | Luxemburg-stad (N1)                                                                     | 2,2                                                                                     |                                                                                         |
| 222                                                                                     | Luxemburg                                                                               | Luxemburg-stad (N2/N3)                                                                  | Luxemburg-stad (N56a)                                                                   | 1,2                                                                                     |                                                                                         |
| 223                                                                                     | Luxemburg                                                                               | Luxemburg-stad (N3)                                                                     | Luxemburg-stad (N56)                                                                    | 0,8                                                                                     |                                                                                         |
| 224                                                                                     | Luxemburg                                                                               | Luxemburg-stad (N3)                                                                     | Luxemburg-stad (N3)                                                                     | 1,3                                                                                     |                                                                                         |
| 225                                                                                     | Luxemburg                                                                               | Luxemburg-stad (CR224)                                                                  | Luxemburg-stad (N2)                                                                     | 3,6                                                                                     |                                                                                         |
| 226                                                                                     | Luxemburg, Remich                                                                       | Luxemburg-stad (CR224)                                                                  | Filsdorf (CR162/CR167)                                                                  | 16,4                                                                                    |                                                                                         |
| 228                                                                                     | Luxemburg                                                                               | Luxemburg-stad (N2)                                                                     | Luxemburg-stad (CR224)                                                                  | 0,4                                                                                     |                                                                                         |
| 230                                                                                     | Luxemburg                                                                               | Luxemburg-stad (A4/B4)                                                                  | Luxemburg-stad (N12)                                                                    | 6,6                                                                                     |                                                                                         |
| 231                                                                                     | Luxemburg                                                                               | Luxemburg-stad (N4)                                                                     | Hesperange (CR159)                                                                      | 3,2                                                                                     |                                                                                         |
| 232                                                                                     | Luxemburg                                                                               | Luxemburg-stad (N11)                                                                    | Luxemburg-stad (N1)                                                                     | 3,7                                                                                     | 232d                                                                                    |
| 233                                                                                     | Luxemburg                                                                               | Luxemburg-stad (N7)                                                                     | Walferdange (N7)                                                                        | 3,9                                                                                     |                                                                                         |
| 234                                                                                     | Luxemburg                                                                               | Luxemburg-stad (N2)                                                                     | Moutfort (CR132)                                                                        | 7,4                                                                                     | 234a234b                                                                                |
| CR300-CR399 kantons Clervaux, Diekirch, Echternach, Redange, Vianden, Wiltz             |                                                                                         |                                                                                         |                                                                                         |                                                                                         |                                                                                         |
| 301                                                                                     | Redange                                                                                 | Saeul (N12)                                                                             | Folschette (CR116)                                                                      | 20,6                                                                                    | 301a                                                                                    |
| 302                                                                                     | Redange                                                                                 | Colpach-Bas (CR303)                                                                     | Ell (N22/CR301)                                                                         | 2,5                                                                                     |                                                                                         |
| 303                                                                                     | Redange                                                                                 | Oberpallen (N22)                                                                        | Rambrouch (N23)                                                                         | 12,1                                                                                    |                                                                                         |
| 304                                                                                     | Redange                                                                                 | Beckerich (N24)                                                                         | Hostert (N23)                                                                           | 7,8                                                                                     |                                                                                         |
| 305                                                                                     | Redange, Mersch, Diekirch                                                               | Useldange (N22)                                                                         | Ettelbruck (N15)                                                                        | 14,5                                                                                    | 305c                                                                                    |
| 306                                                                                     | Redange, Mersch                                                                         | Kuborn                                                                                  | Nommern (CR119)                                                                         | 30,0                                                                                    | 306b                                                                                    |
| 307                                                                                     | Redange, Wiltz                                                                          | Grosbous (N12)                                                                          | Lultzhausen (CR314)                                                                     | 13,7                                                                                    |                                                                                         |
| 308                                                                                     | Redange, Wiltz, Diekirch                                                                | Koetschette (N23/CR309)                                                                 | Lipperscheid (N7)                                                                       | 27,0                                                                                    | 308a308b                                                                                |
| 309                                                                                     | Redange, Wiltz, Clervaux                                                                | Koetschette (N23/CR308)                                                                 | Eschweiler (CR325/CR327)                                                                | 37,6                                                                                    | 309a309b                                                                                |
| 310                                                                                     | Redange, Wiltz                                                                          | Colpach-Haut (CR303)                                                                    | Boulaide (CR309)                                                                        | 18,2                                                                                    |                                                                                         |
| 311                                                                                     | Redange                                                                                 | Rombach-Martelange (N23)                                                                | Flatzbour (N23)                                                                         | 5,0                                                                                     | 311a311b                                                                                |
| 312                                                                                     | Redange                                                                                 | Holtz (CR310)                                                                           | Perlé -                                                                                 | 3,6                                                                                     |                                                                                         |
| 313                                                                                     | Redange                                                                                 | Arsdorf (CR309)                                                                         | Heispelt (CR307)                                                                        | 2,9                                                                                     |                                                                                         |
| 314                                                                                     | Diekirch, Wiltz                                                                         | Mertzig (CR345)                                                                         | Lultzhausen (N27)                                                                       | 17,3                                                                                    | 314a                                                                                    |
| 315                                                                                     | Wiltz                                                                                   | - Surré                                                                                 | Bavigne (N26)                                                                           | 8,3                                                                                     |                                                                                         |
| 316                                                                                     | Wiltz                                                                                   | Bavigne (N26)                                                                           | Folschette (CR314)                                                                      | 12,3                                                                                    |                                                                                         |
| 317                                                                                     | Wiltz                                                                                   | Heiderscheid (CR308)                                                                    | Tadler (N27)                                                                            | 5,1                                                                                     | 317a317b                                                                                |
| 318                                                                                     | Wiltz                                                                                   | Liefrange (N26)                                                                         | Wiltz (N12)                                                                             | 11,8                                                                                    |                                                                                         |
| 319                                                                                     | Wiltz                                                                                   | Wiltz (N26a)                                                                            | Doncols (CR309)                                                                         | 7,1                                                                                     |                                                                                         |
| 320                                                                                     | Diekirch, Clervaux, Vianden                                                             | Unterschlinder (N27)                                                                    | Stolzembourg (N10)                                                                      | 12,8                                                                                    | 320a320b320c320d                                                                        |
| 321                                                                                     | Wiltz                                                                                   | Bockholtz (N27)                                                                         | Wiltz (CR318)                                                                           | 10,3                                                                                    | 321a321b321c                                                                            |
| 322                                                                                     | Wiltz, Clervaux, Vianden                                                                | Kautenbach (CR331)                                                                      | Vianden (N17)                                                                           | 23,8                                                                                    | 322a322b322c                                                                            |
| 323                                                                                     | Clervaux, Wiltz                                                                         | Holzthum (CR322)                                                                        | Wilwerwiltz (CR324)                                                                     | 7,7                                                                                     |                                                                                         |
| 324                                                                                     | Wiltz, Clervaux                                                                         | Eschweiler (CR325)                                                                      | Obereisenbach (N10)                                                                     | 18,5                                                                                    | 324a                                                                                    |
| 325                                                                                     | Wiltz, Clervaux                                                                         | Erpeldange (N12)                                                                        | Clervaux (N18)                                                                          | 14,0                                                                                    |                                                                                         |
| 326                                                                                     | Wiltz, Clervaux                                                                         | Wilwerwiltz (CR324)                                                                     | Marnach (N10)                                                                           | 11,9                                                                                    | 326a326b326c                                                                            |
| 327                                                                                     | Wiltz, Clervaux                                                                         | Eschweiler (CR309/CR325)                                                                | Mecher (CR325)                                                                          | 11,3                                                                                    |                                                                                         |
| 328                                                                                     | Wiltz, Clervaux                                                                         | Eschweiler (CR325)                                                                      | Derenbach (N12)                                                                         | 5,9                                                                                     |                                                                                         |
| 329                                                                                     | Wiltz, Clervaux                                                                         | Niederwiltz (N12)                                                                       | Derenbach (N12/CR309)                                                                   | 14,2                                                                                    | 329a329b                                                                                |
| 330                                                                                     | Wiltz                                                                                   | Eschweiler (CR328)                                                                      | Kleinhoscheid (CR327)                                                                   | 5,2                                                                                     |                                                                                         |
| 331                                                                                     | Wiltz                                                                                   | Masseler                                                                                | Wilwerwiltz (CR324)                                                                     | 19,7                                                                                    | 331a                                                                                    |
| 332                                                                                     | Clervaux                                                                                | Clervaux (N18)                                                                          | Troine -                                                                                | 14,6                                                                                    | 332a332b332c332d332e                                                                    |
| 333                                                                                     | Clervaux                                                                                | Allerborn (N20)                                                                         | Troisvierges (N12)                                                                      | 13,7                                                                                    | 333a333b                                                                                |
| 334                                                                                     | Clervaux                                                                                | Clervaux (N18)                                                                          | Asselborn (N12)                                                                         | 5,0                                                                                     |                                                                                         |
| 335                                                                                     | Clervaux                                                                                | Clervaux (CR334)                                                                        | Leithum -                                                                               | 16,5                                                                                    |                                                                                         |
| 336                                                                                     | Clervaux                                                                                | Weiswampach (CR335)                                                                     | Huldange (N7)                                                                           | 9,0                                                                                     |                                                                                         |
| 337                                                                                     | Clervaux                                                                                | Breidfeld (CR335)                                                                       | Hautbellain -                                                                           | 13,7                                                                                    |                                                                                         |
| 338                                                                                     | Clervaux                                                                                | Binsfeld (N12)                                                                          | Lieler -                                                                                | 9,4                                                                                     |                                                                                         |
| 339                                                                                     | Clervaux                                                                                | Clervaux (N18)                                                                          | Tintesmühle -                                                                           | 13,5                                                                                    | 339a                                                                                    |
| 340                                                                                     | Clervaux                                                                                | Clervaux (N18)                                                                          | Fischbach (N7 E421)                                                                     | 4,9                                                                                     | 340a                                                                                    |
| 341                                                                                     | Clervaux                                                                                | Huldange (CR336)                                                                        | Hautbellain -                                                                           | 3,5                                                                                     |                                                                                         |
| 342                                                                                     | Clervaux                                                                                | Hosingen (N7 E421)                                                                      | Rodershausen (N10)                                                                      | 3,8                                                                                     |                                                                                         |
| 343                                                                                     | Wiltz, Clervaux                                                                         | Pintsch (CR324)                                                                         | Dorscheid (N7 E421)                                                                     | 9,2                                                                                     | 343a                                                                                    |
| 344                                                                                     | Vianden                                                                                 | Vianden (N10)                                                                           | Vianden                                                                                 | 2,7                                                                                     |                                                                                         |
| 345                                                                                     | Diekirch, Mersch, Redange                                                               | Ettelbruck (CR305)                                                                      | Lehrhaff (N12)                                                                          | 17,5                                                                                    | 345a345b                                                                                |
| 346                                                                                     | Diekirch, Mersch                                                                        | Schieren (N12)                                                                          | Larochette (CR118)                                                                      | 9,8                                                                                     |                                                                                         |
| 347                                                                                     | Diekirch                                                                                | Schieren (N7)                                                                           | Folkendange (CR356)                                                                     | 8,0                                                                                     |                                                                                         |
| 348                                                                                     | Diekirch, Clervaux                                                                      | Ettelbruck (N7a)                                                                        | Consthum (CR322)                                                                        | 21,0                                                                                    | 348a                                                                                    |
| 349                                                                                     | Diekirch                                                                                | Warken (CR348)                                                                          | Kehmen (CR308)                                                                          | 10,1                                                                                    |                                                                                         |
| 350                                                                                     | Diekirch                                                                                | Welscheid (CR349)                                                                       | Niederfeulen (N15)                                                                      | 5,6                                                                                     |                                                                                         |
| 351                                                                                     | Diekirch                                                                                | Diekirch (CR351a)                                                                       | Erpeldange-sur-Sûre (N27)                                                               | 3,3                                                                                     | 351a                                                                                    |
| 352                                                                                     | Vianden                                                                                 | Bastendorf (CR353)                                                                      | Brandenbourg (CR353)                                                                    | 13,6                                                                                    |                                                                                         |
| 353                                                                                     | Vianden                                                                                 | Sëlz (N17)                                                                              | Weiler (CR320)                                                                          | 13,3                                                                                    | 353a353b                                                                                |
| 354                                                                                     | Vianden, Diekirch                                                                       | Sëlz (N17)                                                                              | Walsdorf                                                                                | 7,3                                                                                     |                                                                                         |
| 355                                                                                     | Vianden                                                                                 | Bivels (N10)                                                                            | Bivels (N10)                                                                            | 1,9                                                                                     |                                                                                         |
| 356                                                                                     | Diekirch, Echternach                                                                    | Diekirch (N12)                                                                          | Consdorf (CR118)                                                                        | 18,2                                                                                    | 356a356b                                                                                |
| 357                                                                                     | Diekirch, Echternach                                                                    | Bettendorf (N19)                                                                        | Beaufort (CR128)                                                                        | 8,4                                                                                     | 357c357d                                                                                |
| 358                                                                                     | Echternach, Diekirch                                                                    | Haller (CR128)                                                                          | Reisdorf -                                                                              | 17,3                                                                                    | 358a                                                                                    |
| 359                                                                                     | Diekirch                                                                                | Erpeldange-sur-Sûre (N7)                                                                | Ingeldorf (N7)                                                                          | 2,2                                                                                     |                                                                                         |
| 360                                                                                     | Redange, Diekirch                                                                       | Vichten (CR306)                                                                         | Mertzig (N21)                                                                           | 4,5                                                                                     |                                                                                         |
| 361                                                                                     | Wiltz                                                                                   | Heischtergronn (N27)                                                                    | Goesdorf (CR321)                                                                        | 2,6                                                                                     |                                                                                         |
| 362                                                                                     | Clervaux                                                                                | Lullange (N12/N18)                                                                      | Hoffelt (CR116)                                                                         | 4,2                                                                                     |                                                                                         |
| 364                                                                                     | Echternach                                                                              | - Dillingen                                                                             | Echternach (N10)                                                                        | 16,5                                                                                    | 364a                                                                                    |
| 365                                                                                     | Echternach                                                                              | Altrier (N11 E29/CR136a)                                                                | Breidweiler (CR118)                                                                     | 4,8                                                                                     | 365a                                                                                    |
| 366                                                                                     | Echternach                                                                              | Echternach (N10)                                                                        | Echternach (N10)                                                                        | 1,8                                                                                     | 366a                                                                                    |
| 368                                                                                     | Echternach                                                                              | Osweiler (CR141/CR370)                                                                  | Echternach (CR139)                                                                      | 3,4                                                                                     |                                                                                         |
| 369                                                                                     | Echternach                                                                              | Bollendorf-Pont (N10)                                                                   | Bollendorf-Pont -                                                                       | 0,1                                                                                     |                                                                                         |
| 370                                                                                     | Echternach                                                                              | Hinkel (N10)                                                                            | Herborn (CR135)                                                                         | 8,3                                                                                     |                                                                                         |
| 371                                                                                     | Echternach                                                                              | Hinkel (CR370)                                                                          | Girst (CR370)                                                                           | 1,8                                                                                     |                                                                                         |
| 372                                                                                     | Echternach                                                                              | Dickweiler (CR370)                                                                      | Rosport -                                                                               | 3,7                                                                                     | 372a                                                                                    |
| 373                                                                                     | Clervaux                                                                                | Stockem (N12)                                                                           | Maulusmillen (CR335)                                                                    | 9,6                                                                                     | 373a373b373c                                                                            |
| 374                                                                                     | Clervaux                                                                                | Troisvierges (N12)                                                                      | Biwisch                                                                                 | 1,4                                                                                     | 374a                                                                                    |
| 375                                                                                     | Wiltz, Clervaux                                                                         | Drauffelt (CR325)                                                                       | Weicherdange (CR327)                                                                    | 3,1                                                                                     |                                                                                         |
| 376                                                                                     | Clervaux                                                                                | Grindhausen (N7 E421)                                                                   | Grindhausen (CR339)                                                                     | 2,4                                                                                     |                                                                                         |
| 377                                                                                     | Vianden                                                                                 | Brandenbourg (N7 E421)                                                                  | Brandenbourg (CR353)                                                                    | 1,8                                                                                     |                                                                                         |
| 378                                                                                     | Echternach                                                                              | Echternach (N11 E29)                                                                    | Meer van Echternach                                                                     | 1,7                                                                                     |                                                                                         |
| 379                                                                                     | Diekirch                                                                                | Michelau (N27)                                                                          | Flebour (N7 E421)                                                                       | 3,4                                                                                     |                                                                                         |

## Vervallen wegnummers
In het jaar 1995 zijn op grootschalige wijze veranderingen doorgevoerd. De wegnummers hieronder zijn toen komen te vervallen of gebruikt op een andere plek.
Wegen waarvan slechts een deel van vervallen zijn, maar waarvan het wegnummer na 1995 nog wel in gebruik is, zijn niet in deze lijst opgenomen.
| Weg                                                                                     | Kanton                                                                                  | Plaats                                                                                  | Straatnaam                                                                              | Opmerking                                                                               |                                                                                         |
| CR100-CR199 kantons Capellen, Esch-sur-Alzette, Grevenmacher, Luxemburg, Mersch, Remich | CR100-CR199 kantons Capellen, Esch-sur-Alzette, Grevenmacher, Luxemburg, Mersch, Remich | CR100-CR199 kantons Capellen, Esch-sur-Alzette, Grevenmacher, Luxemburg, Mersch, Remich | CR100-CR199 kantons Capellen, Esch-sur-Alzette, Grevenmacher, Luxemburg, Mersch, Remich | CR100-CR199 kantons Capellen, Esch-sur-Alzette, Grevenmacher, Luxemburg, Mersch, Remich | CR100-CR199 kantons Capellen, Esch-sur-Alzette, Grevenmacher, Luxemburg, Mersch, Remich |
| --------------------------------------------------------------------------------------- | --------------------------------------------------------------------------------------- | --------------------------------------------------------------------------------------- | --------------------------------------------------------------------------------------- | --------------------------------------------------------------------------------------- | --------------------------------------------------------------------------------------- |
| 101a                                                                                    | Capellen                                                                                | Fingig                                                                                  | Rue de l'Église, Rue de la Montange en Rue Centrale                                     | CR101a is nu een route in Lintgen                                                       |                                                                                         |
| 102a                                                                                    | Capellen                                                                                | Mamer                                                                                   | Rue de la Gare                                                                          |                                                                                         |                                                                                         |
| 102b                                                                                    | Capellen                                                                                | Meispelt - Keispelt                                                                     | Rue de Keispelt                                                                         |                                                                                         |                                                                                         |
| 108a                                                                                    | Capellen                                                                                | Eischen                                                                                 | Rue de la Gare                                                                          |                                                                                         |                                                                                         |
| 110b                                                                                    | Esch-sur-Alzette                                                                        | Esch-sur-Alzette                                                                        |                                                                                         |                                                                                         |                                                                                         |
| 111a                                                                                    | Capellen                                                                                | Hautcharage                                                                             | Rue Jean-Pierre Thill                                                                   |                                                                                         |                                                                                         |
| 115a                                                                                    | Mersch                                                                                  | Fënsterdall                                                                             |                                                                                         |                                                                                         |                                                                                         |
| 131                                                                                     | Grevenmacher                                                                            | Junglinster CR122 - N11                                                                 |                                                                                         | CR131 heeft een andere route gekregen.                                                  |                                                                                         |
| 137b                                                                                    |                                                                                         |                                                                                         |                                                                                         |                                                                                         |                                                                                         |
| 137c                                                                                    |                                                                                         |                                                                                         |                                                                                         |                                                                                         |                                                                                         |
| 149a                                                                                    | Remich                                                                                  | Mondorf-les-Bains                                                                       | Place Bernard Weber                                                                     |                                                                                         |                                                                                         |
| 159a                                                                                    | Esch-sur-Alzette                                                                        | Berchem - Bivange                                                                       | Rue de la Gare                                                                          |                                                                                         |                                                                                         |
| 159c                                                                                    | Esch-sur-Alzette                                                                        | Bettembourg - Livange                                                                   |                                                                                         | In combinatie met CR159d                                                                |                                                                                         |
| 159d                                                                                    | Esch-sur-Alzette                                                                        | Bettembourg - Livange                                                                   |                                                                                         | In combinatie met CR159c                                                                |                                                                                         |
| 164a                                                                                    | Esch-sur-Alzette                                                                        | Noertzange                                                                              | Rue de la Gare                                                                          |                                                                                         |                                                                                         |
| 166a                                                                                    | Esch-sur-Alzette                                                                        | Rumelange CR166 - CR165                                                                 |                                                                                         | Is omgenummerd naar 33                                                                  |                                                                                         |
| 174a                                                                                    | Esch-sur-Alzette                                                                        | Differdange                                                                             |                                                                                         |                                                                                         |                                                                                         |
| 178a                                                                                    | Esch-sur-Alzette                                                                        | Belvaux                                                                                 | Rue de la Gare en Rue Jean Anen                                                         |                                                                                         |                                                                                         |
| 178b                                                                                    | Esch-sur-Alzette                                                                        | Belvaux                                                                                 | Rue de la Gare                                                                          | Is omgenummerd naar 178                                                                 |                                                                                         |
| CR200-CR235 Luxemburg-stad (kanton Luxemburg)                                           |                                                                                         |                                                                                         |                                                                                         |                                                                                         |                                                                                         |
| Weg                                                                                     | Plaats                                                                                  | Wijk                                                                                    | Straatnaam                                                                              | Opmerking                                                                               |                                                                                         |
| 200                                                                                     | Luxemburg                                                                               | Oberstadt                                                                               | Avenue Monterey en Rue du Curé                                                          |                                                                                         |                                                                                         |
| 201                                                                                     | Luxemburg                                                                               | Oberstadt                                                                               | Rue Aldringen, Rue des Bains en Rue Willy Goergen                                       |                                                                                         |                                                                                         |
| 202                                                                                     | Luxemburg                                                                               | Oberstadt                                                                               | Rue Philippe II                                                                         |                                                                                         |                                                                                         |
| 203                                                                                     | Luxemburg                                                                               | Oberstadt                                                                               | Rue Chimay en Rue des Capucins                                                          |                                                                                         |                                                                                         |
| 206                                                                                     | Luxemburg                                                                               | Oberstadt                                                                               | Rue Notre Dame, Rue de l'Eau en Rue du Rost                                             |                                                                                         |                                                                                         |
| 207                                                                                     | Luxemburg                                                                               | Oberstadt                                                                               | Rue de la Reine en/of Rue du Fossé                                                      |                                                                                         |                                                                                         |
| 208                                                                                     | Luxemburg                                                                               | Oberstadt                                                                               | Rue du Marché-aux-Herbes                                                                |                                                                                         |                                                                                         |
| 210                                                                                     | Luxemburg                                                                               | Oberstadt                                                                               | Rue de l'ancien Athénée                                                                 |                                                                                         |                                                                                         |
| 211a                                                                                    | Luxemburg                                                                               | Oberstadt                                                                               | Rue de Fort Rheinsheim of Rue Nicolas Adams                                             |                                                                                         |                                                                                         |
| 211c                                                                                    | Luxemburg                                                                               | Oberstadt                                                                               | Rue Pierre d'Aspelt                                                                     |                                                                                         |                                                                                         |
| 211d                                                                                    | Luxemburg                                                                               | Oberstadt                                                                               | Rue de Fort Rheinsheim of Rue Nicolas Adams                                             |                                                                                         |                                                                                         |
| 212                                                                                     | Luxemburg                                                                               | Limpertsberg                                                                            | Boulevard Emmanuel Servais                                                              |                                                                                         |                                                                                         |
| 213                                                                                     | Luxemburg                                                                               | Limpertsberg                                                                            | Boulevard Paul Eyschen                                                                  |                                                                                         |                                                                                         |
| 216                                                                                     | Luxemburg                                                                               | Limpertsberg                                                                            | Avenue Pasteur                                                                          |                                                                                         |                                                                                         |
| 218a                                                                                    | Luxemburg                                                                               | Pfaffenthal                                                                             | Rue du Pont                                                                             |                                                                                         |                                                                                         |
| 219                                                                                     | Luxemburg                                                                               | Oberstadt                                                                               | Boulevard Jean Ulveling, Boulevard Victor Thorn en Chemin de la Corniche                |                                                                                         |                                                                                         |
| 220                                                                                     | Luxemburg                                                                               | Gronn                                                                                   | Rue Münster en Rue de Trèves                                                            |                                                                                         |                                                                                         |
| 221                                                                                     | Luxemburg                                                                               | Oberstadt                                                                               | Rue Saint-Quirin, Vallée de la Petrusse en Rue de la Semois                             |                                                                                         |                                                                                         |
| 224a                                                                                    | Luxemburg                                                                               | Gare                                                                                    | Rue Bender                                                                              |                                                                                         |                                                                                         |
| 224b                                                                                    | Luxemburg                                                                               | Gare                                                                                    | Rue du Fort Wallis                                                                      |                                                                                         |                                                                                         |
| 227                                                                                     | Luxemburg                                                                               | Gare                                                                                    | Rue du Fort Neipperg                                                                    |                                                                                         |                                                                                         |
| 227a                                                                                    | Luxemburg                                                                               | Gare                                                                                    | Rue Charles VI                                                                          |                                                                                         |                                                                                         |
| 229                                                                                     | Luxemburg                                                                               | Hollerich                                                                               | Rue Maurice Barrès, Rue de la Déportation en Rue d'Alsace                               |                                                                                         |                                                                                         |
| 229a                                                                                    | Luxemburg                                                                               | Hollerich                                                                               | Rue Wenceslas 1er                                                                       |                                                                                         |                                                                                         |
| 232c                                                                                    | Luxemburg                                                                               | Kirchberg                                                                               |                                                                                         |                                                                                         |                                                                                         |
| CR300-CR399 kantons Clervaux, Diekirch, Echternach, Redange, Vianden, Wiltz             |                                                                                         |                                                                                         |                                                                                         |                                                                                         |                                                                                         |
| Weg                                                                                     | Kanton                                                                                  | Plaats                                                                                  | Straatnaam                                                                              | Opmerking                                                                               |                                                                                         |
| 301b                                                                                    | Redange                                                                                 | Hostert - Station Hostert                                                               |                                                                                         |                                                                                         |                                                                                         |
| 305a                                                                                    |                                                                                         |                                                                                         |                                                                                         |                                                                                         |                                                                                         |
| 305b                                                                                    |                                                                                         |                                                                                         |                                                                                         |                                                                                         |                                                                                         |
| 306a                                                                                    | Mersch                                                                                  | Bissen                                                                                  | Rue de la Gare                                                                          |                                                                                         |                                                                                         |
| 310a                                                                                    | Redange                                                                                 | Holtz                                                                                   | Rue de Village                                                                          |                                                                                         |                                                                                         |
| 312                                                                                     | Redange, Wiltz                                                                          | Koetschette - Insenborn                                                                 |                                                                                         | Is omgenummerd naar 27 CR312 heeft een nieuwe route gekregen.                           |                                                                                         |
| 329c                                                                                    | Clervaux                                                                                | Niederwampach - Station Schimpach-Wampach                                               |                                                                                         |                                                                                         |                                                                                         |
| 338a                                                                                    | Clervaux                                                                                | Rossmühle                                                                               |                                                                                         | De weg waar de route over lag is in de loop van de jaren verdwenen.                     |                                                                                         |
| 347a                                                                                    | Diekirch                                                                                | Schieren                                                                                | Rue de Schrondweiler                                                                    | In combinatie met CR346                                                                 |                                                                                         |
| 354a                                                                                    | Vianden                                                                                 | Fouhren                                                                                 | Rue de L'église                                                                         |                                                                                         |                                                                                         |
| 357a                                                                                    | Diekirch                                                                                | Bettendorf                                                                              | Rue de Château                                                                          |                                                                                         |                                                                                         |
| 357b                                                                                    | Diekirch                                                                                | Bettendorf                                                                              | Rue de la Gare                                                                          |                                                                                         |                                                                                         |
| 367                                                                                     | Echternach                                                                              | Born                                                                                    |                                                                                         | Route door de plaats Born heen.                                                         |                                                                                         |
| 368                                                                                     | Echternach                                                                              | Steinheim                                                                               | Rue du Village Rue de la Montagne                                                       |                                                                                         |                                                                                         |
| 370a                                                                                    | Echternach                                                                              | Girsterklaus                                                                            |                                                                                         |                                                                                         |                                                                                         |
| 371                                                                                     | Clervaux                                                                                | Troisvierges                                                                            |                                                                                         | CR371 heeft een nieuwe route gekregen.                                                  |                                                                                         |

CR101 ·
CR102 ·
CR103 ·
CR104 ·
CR105 ·
CR106 ·
CR107 ·
CR108 ·
CR109 ·
CR110 ·
CR111 ·
CR112 ·
CR113 ·
CR114 ·
CR115 ·
CR116 ·
CR117 ·
CR118 ·
CR119 ·
CR120 ·
CR121 ·
CR122 ·
CR123 ·
CR124 ·
CR125 ·
CR126 ·
CR127 ·
CR128 ·
CR129 ·
CR130 ·
CR131 ·
CR132 ·
CR133 ·
CR134 ·
CR135 ·
CR136 ·
CR137 ·
CR138 ·
CR139 ·
CR140 ·
CR141 ·
CR142 ·
CR143 ·
CR144 ·
CR145 ·
CR146 ·
CR147 ·
CR148 ·
CR149 ·
CR150 ·
CR151 ·
CR152 ·
CR153 ·
CR154 ·
CR155 ·
CR156 ·
CR157 ·
CR158 ·
CR159 ·
CR160 ·
CR161 ·
CR162 ·
CR163 ·
CR164 ·
CR165 ·
CR166 ·
CR167 ·
CR168 ·
CR169 ·
CR170 ·
CR171 ·
CR172 ·
CR173 ·
CR174 ·
CR175 ·
CR176 ·
CR177 ·
CR178 ·
CR179 ·
CR180 ·
CR181 ·
CR182 ·
CR183 ·
CR184 ·
CR185 ·
CR186 ·
CR187 ·
CR188 ·
CR189 ·
CR190
CR200 ·
CR201 ·
CR202 ·
CR203 ·
CR204 ·
CR205 ·
CR206 ·
CR207 ·
CR208 ·
CR210 ·
CR211 ·
CR212 ·
CR213 ·
CR215 ·
CR216 ·
CR217 ·
CR218 ·
CR219 ·
CR220 ·
CR221 ·
CR222 ·
CR223 ·
CR224 ·
CR225 ·
CR226 ·
CR227 ·
CR228 ·
CR229 ·
CR230 ·
CR231 ·
CR232 ·
CR233 ·
CR234
CR301 ·
CR302 ·
CR303 ·
CR304 ·
CR305 ·
CR306 ·
CR307 ·
CR308 ·
CR309 ·
CR310 ·
CR311 ·
CR312 ·
CR313 ·
CR314 ·
CR315 ·
CR316 ·
CR317 ·
CR318 ·
CR319 ·
CR320 ·
CR321 ·
CR322 ·
CR323 ·
CR324 ·
CR325 ·
CR326 ·
CR327 ·
CR328 ·
CR329 ·
CR330 ·
CR331 ·
CR332 ·
CR333 ·
CR334 ·
CR335 ·
CR336 ·
CR337 ·
CR338 ·
CR339 ·
CR340 ·
CR341 ·
CR342 ·
CR343 ·
CR344 ·
CR345 ·
CR346 ·
CR347 ·
CR348 ·
CR349 ·
CR350 ·
CR351 ·
CR352 ·
CR353 ·
CR354 ·
CR355 ·
CR356 ·
CR357 ·
CR358 ·
CR359 ·
CR360 ·
CR361 ·
CR362 ·
CR364 ·
CR365 ·
CR366 ·
CR367 ·
CR368 ·
CR369 ·
CR370 ·
CR371 ·
CR372 ·
CR373 ·
CR374 ·
CR375 ·
CR376 ·
CR377 ·
CR378 ·
CR379
Routes die cursief vermeld staan, zijn voormalige routes.